# Jorge Botelho
Jorge Botelho (Rio de Janeiro, 28 de setembro de 1947 – São Paulo, 10 de outubro de 2019), conhecido profissionalmente como Jorge Botelho, foi um ator brasileiro.

## Biografia
Desde criança, quis seguir carreira de ator. Em 1963 cursou o Conservatório Nacional de Teatro no Rio de Janeiro. Ele estudou na turma dos atores Augusto Olímpio, Suely Franco, Pedro Paulo Rangel, Luiz Armando Queiroz, Marco Nanini, Ângela Leal e Carlos Gregório. Teve como mestres Sadi Cabral, Carlos Kroeber, Camila Amado e Maria Clara Machado. Estreou na televisão no final da década de 1960, quando fez diversos trabalhos. Também atuou no teatro e no cinema. Era casado com Emília Emia Yamada (1989-2019), dois filhos: Letícia e Érico Akio. Teve mais uma filha, Camila, de uma relação anterior. Em 1985, afastou-se da mídia. Formado em Teatro, em Direito e em Economia. Vivia em São Paulo/SP, onde atuou como Auditor Fiscal da Receita Federal. Em 03/2012, foi diagnosticado com esclerose lateral amiotrófica, aposentando-se do serviço público. Faleceu em decorrência do agravamento da doença em 10 de outubro de 2019.

## Carreira
Televisão
- 1969 - Rosa Rebelde
- 1969/1970 - A Cabana do Pai Tomás
- 1970 - E Nós, Aonde Vamos?
- 1973 - O Bem-Amado - Nadinho
- 1973 - Os Ossos do Barão - Rubens
- 1974 - Supermanoela - Luiz ‘Lula’
- 1977 - Espelho Mágico - Jorge / Eduardo
- 1978 - Chico City - Boia-Fria, garçom
- 1978 - Sítio do Picapau Amarelo episódio: O Minotauro - Dionísio
- 1978/1979 - A Sucessora - Assistência de Direção
- 1978/1979 - Sinal de Alerta - Bruno Martini
- 1979 - Feijão Maravilha - Bandido
- 1979 - Memórias de Amor - Antônio
- 1979/1980 - Marron Glacê - Dr. Fábio Carlos
- 1981 - Baila Comigo - Wanderley, publicitário e fotógrafo
- 1981 - Plantão de Polícia Episódio: O Crime da Letra M - Gilberto
- 1982/1983 - Sol de Verão - Tássio
- 1983/1985 - Sítio do Picapau Amarelo - Franjinha
- 1984 - Caso Verdade Episódio: A Terceira Idade - Apresentador
- 1985 - Grande Sertão: Veredas - Assistência de Direção

Cinema
- 1969 - Lance Maior
- 1971 - Pra Quem Fica, Tchau
- 1973 - Crioulo Doido
- 1976 - Perdida - Amigo rico
- 1982 - Aguenta Coração - Cleto

Teatro
- 1967 - Ballet Giselle (Teatro)
- 1968 - A Cantora Careca (Teatro)
- 1968 - Júlio César (Teatro)
- 1968 - Os Inconfidentes (Teatro)
- 1968 - Salomé (Teatro)
- 1970 - David, o Rei (Teatro) - Atuação e Assistência de Direção
- 1970 - O Balcão (Teatro) - Carrasco
- 1971/1972 - Liberdade para as Borboletas (Teatro)
- 1974 - O Crime Roubado (Teatro) - Jornalista
- 1975/1976 - O Estranho Casal (Teatro) - Santana
- 1976 - A Longa Noite de Cristal (Teatro) - Murilo
- 1977 - Grite na Hora Certa (Teatro)
- 1977/1978 - Divórcio, Cupim da Sociedade (Teatro)
- 1978 - A Bruxinha Que Era Boa (Teatro) - Direção
- 1980 - À Direita do Presidente (Teatro) - Amado, amante e traficante
- 1982 - E Agora, Hermínia? (Teatro)